# رون بيرغستروم
رون بيرغستروم (بالسويدية: Rune Bergström)‏ (5 سبتمبر 1891 في السويد - 7 مايو 1964 في السويد) هو لاعب كرة قدم سويدي في مركز الهجوم، شارك في الألعاب الأولمبية الصيفية 1920. وشارك مع منتخب السويد لكرة القدم. أما مع النوادي، فقد لعب مع أيك سولنا وWestermalms IF ‏.

## وصلات خارجية
- رون بيرغستروم على موقع قاعدة بيانات كرة القدم.إي يو (الإنجليزية)
- رون بيرغستروم على موقع ناشيونال فوتبول تيمز (الإنجليزية)
- رون بيرغستروم على موقع أوليمبيديا (الإنجليزية)
- رون بيرغستروم على موقع اللجنة الأولمبية السويدية (السويدية)